# Љубав у оковима
Љубав у оковима (укр. Крiпoсна) је украјинска костимирана телевизијска драма Феликса Герчикова и Макса Литвинова у продукцији компанија FILM.UA и StarLight Films. Српска премијера серије је била од 8. октобра до 11. новембра 2020. на кабловском каналу Прва ворлд и емитоване су две сезоне. У периоду од 18. маја 2023. до 20. јуна 2023. на истом каналу емитовале су се и трећа и четврта сезона.

## Радња серије
Катерина (Катерина Ковалчук) је прелепа, паметна девојка, која је по жељи своје куме одгајана као девојка плаве крви. Али за све друге, она је само слушкиња, власништво најбогатијег земљопоседника Петра Червинског. Катерина се заљубљује у племића Алексеја Косача (Алексеј Јаровенко) који не зна ништа о њеном пореклу. На путу ка слободи и љубави, Катерина ће морати да превазиђе разне препреке...
Борећи се за своје право на срећу, она ће морати да издржи много тога, тугу због смрти својих најближих, то што постаје власништво жене коју мрзи и жели да је убије. Преживљава велики устанак, успева да избегне многе недаће које је прате и да утекне оном који је жели највише од свих.

## Улоге
| Глумац:                          | Улога:                                |
| -------------------------------- | ------------------------------------- |
| Катерина Ковалчук                | Катерина Вербитска                    |
| Соња Прис (од 3. сезоне)         | Катерина Вербитска                    |
| Михаил Гаврилов                  | Григориј Червински                    |
| Сергеј Стрељников (из 3. сезоне) | Стефан Јаблоњевски (Степан Гнаткевич) |
| Алексеј Јаровенко                | Алексеј Косач                         |
| Ксенија Мишина                   | Лидија Шајефер                        |
| Станислав Боклан                 | Пјотр Иванович Червински              |
| Јулија Ауг                       | Ана Љовна Червинска                   |
| Олга Сумска                      | Софија Станиславовна Косач            |
| Олесија Жураковска               | Павлина                               |
| Максим Радугин                   | Андреј Жадан                          |
| Алина Коваленко (од сезоне 2)    | Олга Рођевич                          |
| Марк Дробот                      | Николај Дорошенко                     |
| Ана Сахајдачна                   | Натали Дорошенко                      |
| Слава Красовска                  | Калина                                |

## Преглед серије
| Сезона | Сезона | Број епизода | Приказивање у Украјини и Русији       | Приказивање у Србији                  |
| ------ | ------ | ------------ | ------------------------------------- | ------------------------------------- |
|        | 1      | 24 (1—24)    | 25. фебруар 2019 – 14. март 2019.     | 8. октобар 2020 — 26. октобар 2020.   |
|        | 2      | 24 (25-48)   | 3. август 2019 – 30. август 2019.     | 26. октобар 2020 – 11. новембар 2020. |
|        | 3      | 24 (49-72)   | 1. новембар 2021 – 18. новембар 2021. | 18. мај 2023 – 2. јун 2023            |
|        | 4      | 24 (73-96)   | 2022-2023                             | 5. јун 2023 — 20. јун 2023            |